# Agnathus decoratus
Agnathus decoratus is een keversoort uit de familie vuurkevers (Pyrochroidae). De wetenschappelijke naam van de soort is voor het eerst geldig gepubliceerd in 1825 door Germar.